# كوبا أمريكا 2021 المجموعة أ
أقيمت مباريات المجموعة الأولى من كوبا أمريكا 2021، والمعروفة أيضًا باسم المنطقة الجنوبية، في الفترة ما بين 14 و28 يونيو 2021 في البرازيل.

## الترتيب
| م | الفريق     | لعب | ف | ت | خ | أ.له | أ.ع | أ.ف | نقاط | التأهل                        |
| - | ---------- | --- | - | - | - | ---- | --- | --- | ---- | ----------------------------- |
| 1 | الأرجنتين  | 4   | 3 | 1 | 0 | 7    | 2   | +5  | 10   | التأهل إلى مرحلة خروج المغلوب |
| 2 | الأوروغواي | 4   | 2 | 1 | 1 | 4    | 2   | +2  | 7    | التأهل إلى مرحلة خروج المغلوب |
| 3 | باراغواي   | 4   | 2 | 0 | 2 | 5    | 3   | +2  | 6    | التأهل إلى مرحلة خروج المغلوب |
| 4 | تشيلي      | 4   | 1 | 2 | 1 | 3    | 4   | −1  | 5    | التأهل إلى مرحلة خروج المغلوب |
| 5 | بوليفيا    | 4   | 0 | 0 | 4 | 2    | 10  | −8  | 0    |                               |

## المباريات

### الجولة 1

#### الأرجنتين ضد تشيلي
| الأرجنتين  | 1–1   | تشيلي      |
| ---------- | ----- | ---------- |
| - ميسي 33' | تقرير | فارغاس 57' |

| الأرجنتين | تشيلي |

#### باراغواي ضد بوليفيا
| باراغواي                                 | 3–1   | بوليفيا            |
| ---------------------------------------- | ----- | ------------------ |
| - روميرو غامارا 62' - أ. روميرو 65'، 80' | تقرير | - سافيدرا 10' (ج.) |

| باراغواي | بوليفيا |

### الجولة 2

#### تشيلي ضد بوليفيا
| تشيلي          | 1–0   | بوليفيا |
| -------------- | ----- | ------- |
| - بريريتون 10' | تقرير |         |

| تشيلي | بوليفيا |

#### الأرجنتين ضد الأوروغواي
| الأرجنتين      | 1–0   | الأوروغواي |
| -------------- | ----- | ---------- |
| - رودريغيز 13' | تقرير |            |

| الأرجنتين | الأوروغواي |

### الجولة 3

#### الأوروغواي ضد تشيلي
| الأوروغواي         | 1–1   | تشيلي        |
| ------------------ | ----- | ------------ |
| - فيدال 66' (ه.ذ.) | تقرير | - فارغاس 26' |

| الأوروغواي | تشيلي |

#### الأرجنتين ضد باراغواي
| الأرجنتين   | 1–0   | باراغواي |
| ----------- | ----- | -------- |
| - غوميز 10' | تقرير |          |

| الأرجنتين | باراغواي |

### الجولة 4

#### بوليفيا ضد الأوروغواي
| بوليفيا | 0–2   | الأوروغواي                      |
| ------- | ----- | ------------------------------- |
|         | تقرير | - لامبي 40' (ه.ذ.) - كافاني 79' |

| بوليفيا | الأوروغواي |

#### تشيلي ضد باراغواي
| تشيلي | 0–2   | باراغواي                         |
| ----- | ----- | -------------------------------- |
|       | تقرير | - ساموديو 33' - ألميرون 58' (ج.) |

| تشيلي | باراغواي |

### الجولة 5

#### الأوروغواي ضد باراغواي
| الأوروغواي        | 1–0   | باراغواي |
| ----------------- | ----- | -------- |
| - كافاني 21' (ج.) | تقرير |          |

| الأوروغواي | باراغواي |

#### بوليفيا ضد الأرجنتين
| بوليفيا       | 1–4   | الأرجنتين                                      |
| ------------- | ----- | ---------------------------------------------- |
| - سافيدرا 60' | تقرير | - غوميز 6' - ميسي 33' (ج.)، 42' - مارتينيز 65' |

| بوليفيا | الأرجنتين |